# Ekkachai Sumrei
Ekkachai Sumrei (thailändisch เอกชัย สำเร, * 28. November 1988 in Satun), auch als Bang Ek bekannt, ist ein thailändischer Fußballspieler.

## Karriere

### Verein
Ekkachai Sumrei erlernte das Fußballspielen beim Drittligisten Satun United FC in Satun, wo er 2005 auch seinen ersten Profivertrag unterschrieb. Bis 2008 spielte er 62 Spiele für den Club. 2008 wechselte er nach Bangkok zum dort ansässigen Erstligisten Singhtarua FC. Mit Singhtaura gewann er 2009 den Pokal und 2010 den Ligapokal. 2011 wechselte er in die zweite Liga und schloss sich dem Buriram FC an. Mit dem Verein wurde er Meister und stieg in die erste Liga, der Thai Premier League, auf. Im gleichen Jahr wechselte er zu Buriram United. Für Buriram United stand er 30-mal auf dem Spielfeld. Bangkok United, ein Erstligist aus Bangkok, verpflichtete ihn 2014. Für Bangkok United absolvierte er 143 Erstligaspiele und schoss dabei zwölf Tore. 2020 verließ er den Club und schloss sich dem Erstligaaufsteiger Police Tero FC, der ebenfalls in Bangkok beheimatet ist, an. Am Ende der Saison 2023/24 belegte er mit Police Tero den 15. Tabellenplatz und musste somit in die zweite Liga absteigen. Nach 96 Ligaspielen wurde sein Vertrag nach dem Abstieg im Sommer 2024 nicht verlängert. Ende Juni 2024 nahm ihn der Erstligaaufsteiger Rayong FC unter Vertrag. Nach einer Spielzeit, in der er 13 Ligaspiele bestritt, wurde sein Vertrag im Sommer 2025 nicht verlängert. Ende Juli 2025 unterschrieb er in Pattani einen Vertrag beim Zweitligaaufsteiger Pattani FC.

### Nationalmannschaft
2015 spielte Ekkachai Sumrei 5-mal in der thailändischen Nationalmannschaft. Sein Debüt gab er am 30. März 2015 in einem Freundschaftsspiel gegen Kamerun.

## Erfolge
Singhtarua FC
- Thailändischer Pokalsieger: 2009
- Thailändischer Ligapokalsieger: 2010

Buriram FC
- Thailändischer Zweitligameister: 2011  ▲

Buriram United
- Thailändischer Meister: 2013
- Thailändischer Pokalsieger: 2012, 2013
- Thailändischer Ligapokalsieger: 2012, 2013
- Kor-Royal-Cup-Sieger: 2013